# Narsinghpur
Narsinghpur è una suddivisione dell'India, classificata come municipality, di 46.120 abitanti, capoluogo del distretto di Narsinghpur, nello stato federato del Madhya Pradesh. In base al numero di abitanti la città rientra nella classe III (da 20.000 a 49.999 persone).

## Geografia fisica
La città è situata a 22° 56' 60 N e 79° 12' 0 E e ha un'altitudine di 346 m s.l.m..

## Società

### Evoluzione demografica
Al censimento del 2001 la popolazione di Narsinghpur assommava a 46.120 persone, delle quali 24.159 maschi e 21.961 femmine. I bambini di età inferiore o uguale ai sei anni assommavano a 5.740, dei quali 3.068 maschi e 2.672 femmine. Infine, coloro che erano in grado di saper almeno leggere e scrivere erano 35.634, dei quali 19.743 maschi e 15.891 femmine.